# Krążowniki rakietowe typu California
Krążowniki rakietowe typu California – amerykańskie krążowniki budowane w latach 70. dwudziestego wieku, pierwszy – poza lotniskowcami – typ nawodnych okrętów z napędem atomowym marynarki wojennej Stanów Zjednoczonych przeznaczony do seryjnej produkcji. Krążowniki typu California, były w rzeczywistości nuklearną wersją okrętów rakietowych proponowanych dla US Navy na początku lat 60. z systemem rakietowym Tartar-D. Ich konstrukcja została opóźniona na skutek sprzeciwu wobec budowy nawodnych okrętów z napędem atomowym ze strony sekretarza obrony Roberta McNamary oraz finansowych potrzeb wojny w Wietnamie. Środki finansowe na budowę okrętów tego typu, zostały wyasygnowane dopiero na skutek silnego nacisku ze strony Kongresu. Wszystkie jednostki tego typu budowane były stoczni Newport News Shipbuilding w Newport News. Okręty tego typu, oryginalnie klasyfikowane były jako fregaty rakietowe (DLGN), jednak ich klasyfikacja uległa zmianie 30 czerwca 1975 roku.

## Konstrukcja
Okręty tego typu budowane były według projektu SCB nr 241, będącego częścią projektu nowej serii SCB 241.65. Okręty wyposażone były w duże lądowisko dla helikopterów, nie miały jednak ani hangaru ani urządzeń przystosowanych do obsługi śmigłowców, toteż helikoptery wykorzystywane były jedynie do zaopatrywania jednostek. Z uwagi na fakt iż wyrzutnie Mk 13 nie mogły pomieścić rakietotorped ASROC, wyposażone były początkowo w wyrzutnie Mk 16, które zostały jednak w 1993 roku usunięte. W odróżnieniu od poprzednich typów CG/CGN, jednostki typu California nie zostały uzbrojone w przeciwlotnicze pociski rakietowe dalekiego zasięgu, lecz 80 nowych pocisków rakietowych średniego zasięgu serii Standard SM-1 MR. Okrętów tych nie zaopatrzono w pociski Tomahawk, dysponowały za to ośmioma umieszczonymi na burtach śródokręcia wyrzutniami Mk 141 pocisków Harpoon. System obrony bezpośredniej jednostek stanowiły dwa działa kal 20 mm Phalanx CIWS Mk 16 zaś możliwość zwalczania okrętów podwodnych zapewniały torpedy Mk 32 kalibru 324 mm w czterech pojedynczych wyrzutniach torpedowych.
Wyposażenie elektroniczne

Na wyposażenie elektroniczne okrętów tego typu składały się:
1. radary:
  - przeszukiwania przestrzeni powietrznej AN/SPS-48E 3D i AN/SPS(V)5;
  - nawigacyjny AN/SPS-64(V)9
  - przeszukiwania powierzchni AN/SPS-67(V)1
2. sonar dziobowy AN/SQS-26CX
3. układy kontroli ognia:
  - Mk 11 Mod 3
  - dwa układy kontroli ognia rakietowego Mk 74
  - układ kontroli ognia artyleryjskiego Mk 86 z radarami AN/SPG-60 i AN/SPQ-9A
  - układ kontroli ognia broni przeciwpodwodnej (ZOP) Mk 114
  - cztery radary kontroli ognia AN/SPG-51D
4. w skład układów walki elektronicznej (EW) wchodziły: AN/SLQ-25 Nixie, AN/SLQ-32(V)3 oraz AN/SLQ-34